# Trichoplusia lectula
Trichoplusia lectula là một loài bướm đêm trong họ Noctuidae.